# Édson Nobre
Édson, właśc. Édson de Jesus Nobre (ur. 2 marca 1980 w Bengueli) – angolski piłkarz grający na pozycji napastnika. Posiada także obywatelstwo portugalskie.

## Kariera klubowa
Édson urodził się w angolskim mieście Benguela. W młodym wieku wyemigrował do Portugalii i tam też rozpoczął piłkarską karierę. Jego pierwszym klubem w karierze był zespół GD Mealhada, w barwach którego przez 2 lata występował w 5. lidze w regionie Aveiro. W 2001 roku przeszedł do czwartoligowego zespołu Anadia FC.
W 2003 roku awansował piłkarsko do trzeciej ligi, gdy podpisał kontrakt z Oliveira do Bairro SC. Tam, podobnie jak w poprzednich klubach, grał przez dwa sezony i latem 2005 trafił do beniaminka pierwszej ligi, FC Paços de Ferreira, gdzie od samego początku zaczął występować w pierwszym składzie. W lidze zadebiutował 21 sierpnia w przegranym 0:1 meczu z Nacional Funchal. W 2007 roku zajął z Paços 6. miejsce w lidze, najwyższe w historii klubu. W Paços de Ferreira grał do 2009 roku.
Następnie występował w cypryjskim Ethnikosie Achna, angolskim Recreativo Libolo, a także w portugalskich drużynach FC Arouca i Aliados Lordelo. W 2012 roku zakończył karierę.
| Sezon   | Klub                  | Kraj       | Rozgrywki                 | Mecze | Bramki |
| ------- | --------------------- | ---------- | ------------------------- | ----- | ------ |
| 1999/00 | GD Mealhada           | Portugalia | 5. liga                   | ?     | ?      |
| 2000/01 | GD Mealhada           | Portugalia | 5. liga                   | ?     | ?      |
| 2001/02 | Anadia FC             | Portugalia | 4. liga                   | ?     | ?      |
| 2002/03 | Anadia FC             | Portugalia | 4. liga                   | ?     | ?      |
| 2003/04 | Oliveira do Bairro SC | Portugalia | 3. liga                   | 36    | 6      |
| 2004/05 | Oliveira do Bairro SC | Portugalia | 3. liga                   | 29    | 9      |
| 2005/06 | FC Paços de Ferreira  | Portugalia | Superliga                 | 29    | 2      |
| 2006/07 | FC Paços de Ferreira  | Portugalia | Superliga                 | 25    | 4      |
| 2007/08 | FC Paços de Ferreira  | Portugalia | Superliga                 | 26    | 5      |
| 2008/09 | FC Paços de Ferreira  | Portugalia | Superliga                 | 22    | 0      |
| 2009/10 | Ethnikos Achna        | Cypr       | Protathlima A’ Kategorias | 2     | 0      |

## Kariera reprezentacyjna
W reprezentacji Angoli Édson zadebiutował 16 listopada 2005 roku w przegranym 0:1 towarzyskim meczu z Japonią. W 2006 roku został powołany przez selekcjonera Gonçalvesa do kadry na Puchar Narodów Afryki 2006, a następnie na Mistrzostwa Świata w Niemczech. Tam zagrał tylku w pierwszym spotkaniu z Portugalią (0:1). W 2008 roku znalazł się w drużynie na Puchar Narodów Afryki 2008.